# Liste der Borkumer Fährschiffe
Die Liste der Borkumer Fährschiffe enthält Fährschiffe der AG Ems, die für die Nordseeinsel Borkum im Einsatz waren oder sind.
| Bild | Name während der Dienstzeit | Zeit des Borkum-Dienstes | Baujahr | Schiffstyp     | IMO-Nr. / letzter/heutiger Name |
| ---- | --------------------------- | ------------------------ | ------- | -------------- | ------------------------------- |
|      | Wappen von Borkum           | 1994–2022                | 1976    | Seebäderschiff | 7525918 / Wappen von Cuxhaven   |
|      | Groningerland               | 2006–2022                | 1991    | RoPax          | 9002465                         |
|      | Nordlicht                   | seit 1989                | 1989    | HSC            | 8816015                         |
|      | Münsterland                 | seit 1986                | 1986    | RoPax          | 8601989                         |
|      | Ostfriesland                | seit 1985                | 1985    | RoPax          | 8324622                         |
|      | Westfalen                   | seit 1972                | 1972    | RoPax          | 7217004                         |
|      | Polarstern                  | 2001–2008                | 2000    | HSC            | 9124433 / Supercat Jet          |
|      | Störtebeker                 | Seit 2019                | 1969    | Seebäderschiff | 7935319                         |
|      | Nordlicht II                | seit 2022                | 2021    | HSC            | 9921661                         |